# Giovanni Fidanza
Giovanni Fidanza (* 27. September 1965 in Bergamo) ist ein italienischer Sportlicher Leiter und ehemaliger Radrennfahrer.

## Sportliche Laufbahn
Im Frühjahr 1988 gewann Giovanni Fidanza die Coppa San Geo, eines der wichtigsten Amateurrennen in Italien, sowie eine Etappe der Internationalen Friedensfahrt, die er auf Platz 28 des Gesamtklassements beendete. Das Rennen Giro delle Tre Provincie gewann er 1987.
1989 erhielt Finanza einen Profivertrag beim Radsportteam Chateau d’Ax. Im selben Jahr entschied er eine Etappe der Tour de France für sich und gewann die Punktewertung des Giro d’Italia. 1990 gewann er eine Etappe des Giro d’Italia. Insgesamt bestritt er im Laufe seiner Laufbahn 13 große Landesrundfahrten.

## Berufliches und Familiäres
Nach seiner Karriere als Aktiver wurde Giovanni Fidanza Sportlicher Leiter in verschiedenen Radsportmannschaften, zunächst im Männerbereich von 1998 beim Team Polti, dann von 2003 bis 2006 beim Team Telekom, 2007 Team Astana und 2008 bei L.P.R. Brakes.
Im 2010 war er Sportlicher Leiter der Mannschaft De Rosa-Ceramica Flaminia und – wegen seiner Töchter Arianna, Martina, Paola und Eleonora, die ebenfalls Radsportlerinnen sind – Sportlicher Leiter des Frauen-Radsportteams Eurotarget Tx Active. In den Jahren 2015 und 2017 übte er diese Funktion für UCI Women’s Teams Alé Cipollini und Astana Women’s Team aus, für die auch seine Tochter Aranna fuhr. Im Jahr 2018 kehrte er zu Eurotarget zurück, welches sich als UCI Women’s Team registrieren ließ und für das neben Arianna auch ihre Schwester Martina fuhr.

## Erfolge
1988
- eine Etappe Friedensfahrt

1989
- zwei Etappen Vuelta a Venezuela
- Punktewertung Giro d’Italia
- eine Etappe  Tour de France

1990
- eine Etappe Giro d’Italia

1993
- eine Etappe Tirreno–Adriatico
- eine Etappe Tour de Romandie

1995
- eine Etappe Tour de Romandie

## Wichtige Platzierungen
Grand Tours
| Grand Tour            | 1989 | 1990 | 1991 | 1992 | 1993 | 1994 | 1995 | 1996 |
| --------------------- | ---- | ---- | ---- | ---- | ---- | ---- | ---- | ---- |
| Giro d’ItaliaGiro     | 110  | 133  | 110  | 118  | –    | 74   | 94   | –    |
| Tour de FranceTour    | 127  | 147  | –    | 103  | 125  | 110  | 108  | –    |
| Vuelta a EspañaVuelta | –    | –    | 118  | –    | –    | –    | –    | –    |

Monumente des Radsports
| Monument                 | 1989 | 1990 | 1991 | 1992 | 1993 | 1994 | 1995 | 1996 |
| ------------------------ | ---- | ---- | ---- | ---- | ---- | ---- | ---- | ---- |
| Mailand–Sanremo          | –    | 73   | 55   | 75   | 162  | 151  | 19   | 79   |
| Flandern-Rundfahrt       | 23   | 20   | –    | 101  | 56   | –    | 25   | 48   |
| Paris–Roubaix            | –    | 86   | –    | 27   | –    | 17   | 74   | –    |
| Lüttich–Bastogne–Lüttich | –    | –    | –    | –    | –    | –    | –    | –    |
| Lombardei-Rundfahrt      | –    | –    | –    | 22   | –    | –    | 45   | –    |